# Dosta je bilo

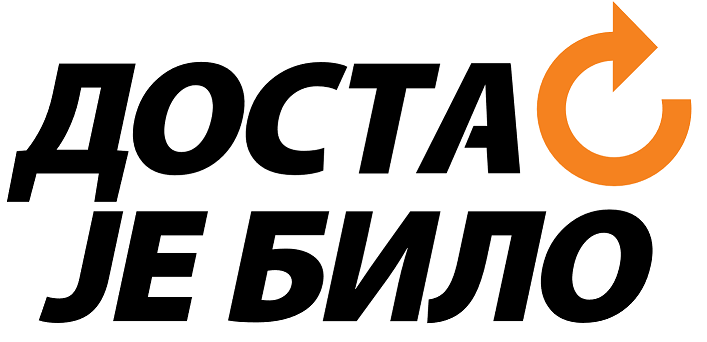
Logo der DJB

Udruženje Dosta je bilo (kyrillisch: Удружење „Доста је било“, serbisch für Verein Es reicht, Kurzform DJB) ist ein serbischer linksliberaler Verein, der Anfang 2017 in eine politische Partei umgewandelt wurde.
Sie wurde am 27. Januar 2014 vom ehemaligen serbischen Wirtschaftsminister Saša Radulović gegründet und war seit der Parlamentswahl in Serbien 2016, bei welcher der Verein 6,02 % der Wählerstimmen erhielt, mit 16 Abgeordneten im serbischen Parlament vertreten. Bei der Parlamentswahl in Serbien 2020, die Dosta je bilo wie zahlreiche andere Oppositionsparteien boykottierte, zog die Partei nicht wieder ins Parlament ein.